# マシュー・ニールセン
マシュー・ニールセン（Matthew Nielsen1978年2月3日-）はオーストラリアシドニー出身の元プロバスケットボール選手で、現在は指導者。現在は全米バスケットボール協会（NBA）のサンアントニオスパーズのアシスタントコーチを務めている。

## 経歴
ニールセンはシドニー郊外のペンリスで生まれ育ち、セントメアリーズ高校に通い、そこでは週に3回、シドニー・キングスの育成プレーヤーとしてトレーニングを受けるために早退する必要があった。 1995年に17歳のニールセンは、オーストラリア国立スポーツ研究所に通うために1996年にキャンベラに移る前に、キングスの2試合に出場した。

### プロキャリア

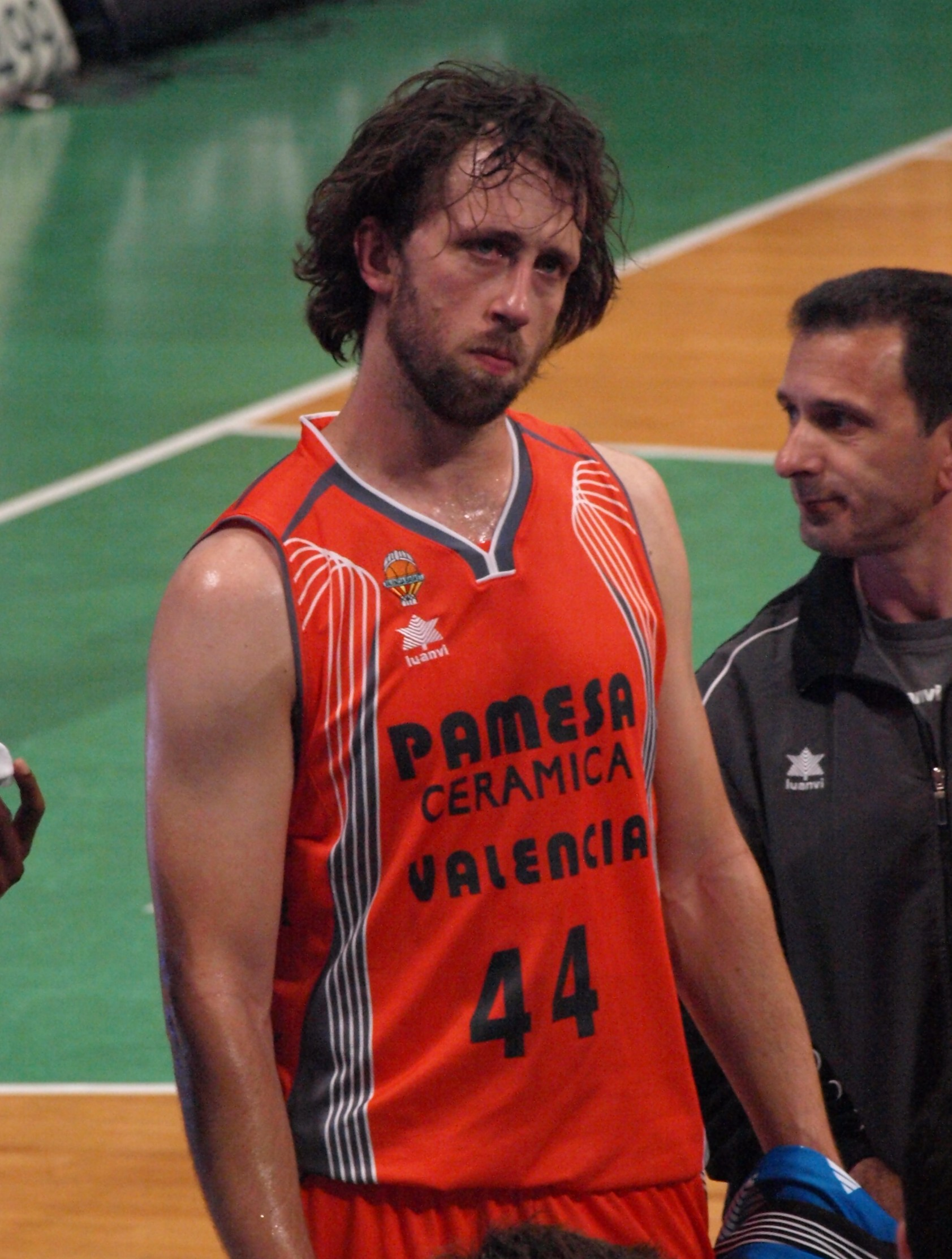
2009年のニールセン、バレンシア時代

1997年、シドニー・キングスに戻り、NBLルーキーオブザイヤー賞を受賞した。キングスとさらに7シーズンプレーし、2003年と2004年にクラブがチャンピオンシップを勝ち取るのに貢献した。9シーズンにわたるキングスの244のキャリアゲームで、1ゲームあたり平均17.5ポイント、8.0リバウンド、2.6アシスト、1.0スティール、1.5ブロックを記録した。
2004年には、欧州でのキャリアを始め、PAOKテッサロニキ、ギリシャのリエトゥヴォス・リータス、リトアニアでバレンシア、スペインで オリンピアコスBC、ロシアでBCヒムキ でプレーした。
2013年10月10日、シドニーキングス25周年記念チームに指名された。

### ナショナルチームキャリア
オーストラリアのジュニア代表チームとの1997FIBAアンダー21世界選手権で金メダルを獲得した。シニア男子オーストラリア代表バスケットボールチームのメンバーでもあった。オーストラリアのシニア代表チームとともに、2001年のグッドウィルゲームズ、2003年のFIBAオセアニア選手権、2005年のFIBAオセアニア選手権で金メダルを獲得した。2004年、2008年、2012年のオリンピックでオーストラリア代表であった。

### コーチングキャリア
NBLの2013-14シーズン、パース・ワイルドキャッツのアシスタントコーチを務めた。
2014年、2015年のNBAサマーリーグの終わりまで続いた契約で、プレーヤー育成の役割でサンアントニオ・スパーズのコーチスタッフに加わった。
2015年7月29日、パース・ワイルドキャッツに戻り、NBLの2015-16シーズンに先立ってアシスタントコーチとしてクラブと契約した。2019年4月10日、4シーズンで3回のチャンピオンシップを終えた後、ニールセンは米国でのコーチングの機会を追求するためにワイルドキャッツと別れを告げた。2019年11月5日、NBAゲータレード・リーグのオースティン・スパーズのアシスタントコーチに任命された。2020年11月10日、ヘッドコーチに昇進した。
2021年9月8日、サンアントニオ・スパーズのアシスタントコーチに任命された。

#### 代表チーム
2020年12月8日、ブライアン・グールジアン監督の下でオーストラリアのシニア男子代表チームのアシスタントコーチに任命された。

## 個人成績

### ユーロリーグ
| シーズン | チーム           | GP | GS | MPG  | FG%  | 3P%  | FT%  | RPG | APG | SPG | BPG | PPG  | PIR  |
| -------- | ---------------- | -- | -- | ---- | ---- | ---- | ---- | --- | --- | --- | --- | ---- | ---- |
| 2005-06  | BCリータス       | 19 | 13 | 25.8 | .464 | .357 | .703 | 5.2 | 1.7 | 1.1 | .3  | 12.4 | 13.6 |
| 2007-08  | BCリータス       | 13 | 13 | 24.1 | .495 | .250 | .805 | 4.8 | 1.5 | .8  | .5  | 9.9  | 12.2 |
| 2010-11  | オリンピアコスBC | 14 | 9  | 16.0 | .386 | .143 | .750 | 2.9 | .6  | .6  | .1  | 4.4  | 3.9  |
| 2012-13  | BCヒムキ         | 15 | 2  | 11.5 | .462 | .000 | .500 | 1.7 | 1.6 | .3  | .3  | 1.7  | 3.1  |
| Career   | Career           | 61 | 37 | 19.6 | .459 | .261 | .729 | 3.7 | 1.4 | .7  | .3  | 7.4  | 8.5  |